# Itaquascon pisoniae
Espèce
Itaquascon pisoniae est une espèce de tardigrades de la famille des Hypsibiidae.

## Distribution
Cette espèce est endémique des Seychelles.

## Publication originale
- Pilato & Lisi, 2009 : Description of three new species of tardigrada from the Seychelles. Zootaxa, no 2005, p. 24-34.